# ザテレビジョン
『ザテレビジョン』は、KADOKAWAが発行する日本のテレビ情報誌である。毎週水曜日に発売していた週刊版（2023年3月休刊）、毎月24日発売の月刊版、同じく毎月24日発売の地上波・BS・CSを扱う専門版の「月刊大人ザテレビジョン」（げっかんおとなザテレビジョン）がある。週刊版は有名人がレモンを持った表紙で知られた（休刊後は月刊版へ移行）。レモンはウェブ版「WEBザテレビジョン」をはじめ、各種SNS公式アカウントでもシンボルマークとして使用されている。
しばしば中黒付きの「ザ・テレビジョン」と誤記されるが、正式名称は「ザテレビジョン」である。週刊版の誌名は単に『ザテレビジョン』だが、公式サイトでも『週刊ザテレビジョン』の表記が見られる。表紙には「WEEKLY THE TELEVISION」、目次には「WEEKLY ザテレビジョン」との表記もある。
1994年6月より、1クールごとにテレビドラマを対象とした賞「ザテレビジョンドラマアカデミー賞」を主催し発表している。

## 週刊版

### 概要
通常は発売週の土曜日から7日間の地上波とBSのテレビ番組表が掲載されており、ゴールデンタイムを中心に番組の見所が併載されている。バラエティー、音楽、アニメ等のジャンル別番組表も掲載。放送局の略称は、ロゴ表記に準じたものが使われている。1年の最後に発売される12月中旬頃の発売号および8月中旬・お盆休みの号は、その期間内（年末年始号は2週間 - 3週間分・年によって日数は異なる）のガイドを掲載。価格も通常より若干高めになるが、年末号が1年で最も部数増となる号でもある。
放送地域ごとに各地区版を発行しており、全国47都道府県をカバーしている。地域のローカル番組を紹介するページもあり地元アナウンサーのコラムなども掲載され、地元に密着した誌面作りが行われている。年末年始号を中心に特集が組まれることもある。過去には「2000年のテレビジョン」のように、放送行政など踏み込んだマニアックな連載もあった。ローカル情報の手厚さは、テレビ情報誌としては先輩格の『週刊TVガイド』を凌駕するとされる。創刊当初のごく一時期、FM放送（NHK-FM放送と各地の県域民放）の番組表を載せていたことがあったが、FM県域民放の拡大などによる紙面スペースの都合でその後廃止された。
2023年1月25日、同年3月1日発売号（3月10日号）をもって本誌を休刊し、連載コラムやレモン表紙（後述）などを同年3月24日発売の「月刊ザテレビジョン」に統合することを発表した。

### 発行部数
|                             | 1 - 3月    | 4 - 6月    | 7 - 9月    | 10 - 12月  |
| --------------------------- | ---------- | ---------- | ---------- | ---------- |
| 2008年（平成20年）          |            | 538,451 部 | 531,881 部 | 642,317 部 |
| 2009年（平成21年）          | 512,585 部 | 507,134 部 | 483,986 部 | 596,950 部 |
| 2010年（平成22年）          | 456,618 部 | 449,314 部 | 437,902 部 | 507,402 部 |
| 2011年（平成23年）          | 393,754 部 | 369,466 部 | 367,058 部 | 448,547 部 |
| 2012年（平成24年）          | 349,247 部 | 353,705 部 | 353,339 部 | 419,405 部 |
| 2013年（平成25年）          | 340,694 部 | 338,413 部 | 324,573 部 | 370,308 部 |
| 2014年（平成26年）          | 278,424 部 | 263,173 部 | 251,856 部 | 327,408 部 |
| 2015年（平成27年）          | 222,780 部 | 207,205 部 | 201,304 部 | 278,430 部 |
| 2016年（平成28年）          | 189,019 部 | 188,977 部 | 182,017 部 | 253,200 部 |
| 2017年（平成29年）          | 172,351 部 | 166,747 部 | 156,257 部 | 213,703 部 |
| 2018年（平成30年）          | 142,292 部 | 132,473 部 | 132,928 部 | 187,155 部 |
| 2019年（平成31年/令和元年） | 132,941 部 | 131,076 部 | 133,270 部 | 180,751 部 |
| 2020年（令和2年）           | 129,365 部 | 119,994 部 | 120,499 部 | 172,871 部 |
| 2021年（令和3年）           | 116,412 部 | 108,823 部 | 102,190 部 | 148,336 部 |
| 2022年（令和4年）           | 096,709 部 | 093,513 部 | 095,338 部 | 128,124 部 |

### 創刊時の状況
1982年、当時の角川書店社長だった角川春樹は、映画『汚れた英雄』で初監督を務め、映画の製作と宣伝に多くの経費を費やした。角川映画の衰退の到来と、テレビの出版分野での可能性を感じた弟・角川歴彦は1982年9月22日に株式会社ザテレビジョンを設立、「テレビと遊ぶ本・週刊カドカワ」の副題で、角川書店の最初の週刊誌として創刊した。創刊号の表紙には角川映画のドル箱スター・薬師丸ひろ子を起用、創刊時のキャンペーン広告には伊武雅刀が出演していた。ノベルティとして「ルンルン番組予約鉛筆」が製作されたこともある。同出版社の映画情報の月刊誌『バラエティ』の週刊版という位置づけで創刊から数年はFMラジオ番組の情報や週間番組表を掲載したり、赤川次郎や西村京太郎など人気作家の連載小説や角川映画の新作情報を掲載するなどバラエティに富んでいた。
創刊からしばらくの間、地域版としては「首都圏関東版」と「関西版」の2版体制で、それ以外の地域は「全国版」として各系列のダイジェストと、18時以降の東京キー局番組表を「○×系列」として掲載していた。のちに「中部版」が独立し創刊されたが、3大都市圏以外では各地域版が創刊されるまでこの体制が続いた。
先駆の『週刊TVガイド』はこの年既に創刊20周年にして1,000号を超えており、テレビ情報誌の代名詞的存在になっていた。『週刊TVガイド』が幼児からお年寄りまでを対象としたオールラウンドな誌面作りをしていたのに対し、同誌はカラーグラビアを多用するなど10代 - 30代の購買層にターゲットを絞る戦略を採った事が奏功し後発ながらもライバル誌に肩を並べるに至った。尚、当時の価格は両誌とも170円であった。

### 表紙について
「有名人がレモンを持った表紙」は創刊号で撮影されて以来、しばらく行われなかった。創刊から3年半後の1986年3月14日号（モデル：荻野目洋子）から恒例となり、以降文字通り同誌の「顔」として定着している。皇室関係者や政治家、またはスポーツ選手の試合風景、映画・ドラマのシーンをモチーフにした号以外は必ずレモンを持っている。1991年11月15日号・1993年10月15日号の長渕剛だけは2度にわたり拒否したが、2013年3月18日放送の『しゃべくり007』（日本テレビ）でこの事が紹介されたのをきっかけとして3度目の表紙となった同年5月24日号ではレモンを持って登場している。

#### 話題になった号・特色ある表紙の号
- 1982年10月29日号：外国人としては初めてジョン・マッケンローが登場。
- 1983年1月28日号：創刊時のテレビCMに出演していた伊武雅刀が登場。撮影現場の裏側についても取り上げられた。
- 1984年4月27日号：フジテレビ系バラエティ番組『オレたちひょうきん族』のキャラクター「ナンデスカマン」に扮した明石家さんまが登場。
- 1989年9月15日号：レモンを空中浮遊させたMr.マリックが登場。
- 1990年8月3日号：浅野ゆう子が登場。「ゆう子の夏はレモン色」と題した、スペシャルグラフが掲載された。表紙でも、ヘッドバンドやネックレスにしたレモンを付けていた。
- 1992年3月6日号：フジテレビ系ドラマ『あなただけ見えない』に主演した三上博史がネックレスにしたレモンを付けて登場[9]。
- 1993年7月9日号：安達祐実が初主演した映画『REX 恐竜物語』のREXが安達と共に登場。安達ではなくREXがレモンを持った。
- 1994年6月10日号・1995年4月14日号：日本テレビ系ドラマ『家なき子』にリュウ役で出演した犬、ピュンピュンが登場。どちらも単独ではなく、前者は『家なき子』で安達祐実と、後者は『家なき子2』で安達・堂本光一とともに登場。
- 1997年12月12日号：フジテレビ系ドラマ『成田離婚』の元夫婦役を演じた草彅剛と瀬戸朝香がハート型のレモンを持って登場[9]。
- 2000年8月18日号：フジテレビ系ドラマ『ナースのお仕事』に主演した観月ありさが持つレモンに合成する形で、岡村隆史がレモンのかぶりもの姿で登場。これは同局番組『めちゃ²イケてるッ!』とのコラボレーションで、同番組の企画「ザテレビジョン32時間記者」で委細が放送された（同年8月5日）。尚、このキャラクターは「オカレモン」と称され以降同番組の名物となった。
- 2005年12月9日号：同年12月の「Yahoo!JAPANチャリティーオークション」に、同号の表紙を飾ったTBS系ドラマ『花より男子』のヒロイン役を演じた井上真央の直筆サイン入りレプリカレモンが出品された[10]。
- 2006年5月19日号：TBS系ドラマ『弁護士のくず』の弁護士役を演じた豊川悦司と伊藤英明がレモン柄のパンツを穿いて登場[9]。
- 2006年9月8日号：テレビ朝日系バラエティ番組『クイズプレゼンバラエティー Qさま!!』のキャストが登場。ロケに遅刻し反省の色が見られなかった罰と称して山里亮太（南海キャンディーズ）の顔が隠された[9]。
- 2007年10月26日号：関ジャニ∞が登場。47都道府県ツアー「関ジャニ∞ えっ!ホンマ!?ビックリ!!TOUR 2007」を終えた直後の沖縄で撮影を行った[9]。
- 2011年12月2日号：日本テレビ系ドラマ『怪物くん』のキャストが登場。怪物くんの帽子をかぶせたレモンを持っていた[9]。
- 2015年3月13日号：ワン・ダイレクションが単独では海外アーティストで初めてレモンを持った。海外アーティストの単独表紙は1987年のマイケル・ジャクソン以来28年ぶりである[11][12]。
- 2018年9月21日号：15周年を迎えたNEWSがレモン以外にイチゴを持って登場[13]。
- 2020年10月2日号：デビュー25年目のV6が花に囲まれて（花束を持って）撮影[13]。
- 2021年8月6日号：なにわ男子が登場。CDデビュー発表日の「7月28日」にちなみ「728」をレモンで作って撮影した[13]。
- 2023年3月10日号：週刊版としての最終号。13組・76人のジャニーズタレントが（表表紙ではグループごとに、裏表紙では一人ずつ）レモンを持って登場[14][15]。
- 2014年9月12日号時点での表紙最多登場人数ランキングは、1位：2009年6月19日号（『爆笑レッドカーペット』、28人）、2位：2013年12月6日号（『55時間テレビ』、20人）、3位：1987年9月4日号（おニャン子クラブ、19人）、4位：2003年10月10日号（ナインティナインとモーニング娘。、17人）、2003年10月17日号（モーニング娘。、15人）[9]。それ以後の号では、2019年3月22日号（表紙：SixTONES、Snow Man、関西ジャニーズJr.）では17人[13]、2020年5月29日号（表紙：なにわ男子、Aぇ! group、Lil かんさい）では18人[13]、2021年6月25日号（表紙：関西ジャニーズJr.）では19人[13]が表紙に登場している。

#### 人物以外が表紙を飾った号
特定作品のキャラクターについては後述。
- 1984年2月10日号：吉田カツによるイラストが登場（サラエボオリンピック特集）。
- 1988年9月23日号・1992年7月31日号：日本オリンピック委員会 (JOC) の「がんばれ!ニッポン」マークが登場。
- 1994年6月10日号・1995年4月14日号：前述の通り、日本テレビ系ドラマ『家なき子』にリュウ役で出演した犬、ピュンピュンが登場。どちらも単独ではなく、前者は安達祐実と、後者は安達・堂本光一とともに登場。
- 2006年11月17日号：フジテレビ系バラエティ番組『CHIMPAN NEWS CHANNEL』司会者のチンパンジー、ゴメス・チェンバリンが登場。レモン以外にバナナも持った。

#### 表紙に登場した各種キャラクター
※2023年2月現在。メインで掲載されたものに限る。W表紙として裏表紙に登場したものを含む。
アニメ・ゲームのキャラクター・機体
| 号                                                                      | キャラクター名                                                                                    | 出典                                                              | 注釈               |
| ----------------------------------------------------------------------- | ------------------------------------------------------------------------------------------------- | ----------------------------------------------------------------- | ------------------ |
| 1984年1月27日号                                                         | チャム・ファウ                                                                                    | 聖戦士ダンバイン                                                  | [ 注 3 ]           |
| 1985年3月8日号                                                          | ガンダムMk-II                                                                                     | 機動戦士Ζガンダム                                                 |                    |
| 1985年4月26日号                                                         | Q太郎                                                                                             | オバケのQ太郎（1985年版）                                         |                    |
| 1988年11月11日号                                                        | ミッキーマウス                                                                                    | ディズニーキャラクター                                            | [ 注 4 ]           |
| 1990年10月5日号                                                         | キキ                                                                                              | 魔女の宅急便                                                      | [ 注 5 ]           |
| 1990年12月14日号                                                        | まる子                                                                                            | ちびまる子ちゃん                                                  |                    |
| 2004年11月26日号                                                        | シン・アスカ                                                                                      | 機動戦士ガンダムSEED DESTINY                                      |                    |
| 2005年3月11日号                                                         | モンキー・D・ルフィ トニートニー・チョッパー ロロノア・ゾロ ナミ サンジ ニコ・ロビン オマツリ男爵 | ONE PIECE THE MOVIE オマツリ男爵と秘密の島                        |                    |
| 2006年5月5日号                                                          | 江戸川コナン 毛利蘭 毛利小五郎 服部平次 怪盗キッド                                                | 名探偵コナン                                                      |                    |
| 別冊ザテレビジョン LOVEアニメ! （2011年11月26日発売）                   | 平沢唯 秋山澪 田井中律 琴吹紬 中野梓                                                              | 映画けいおん!                                                     | [ 注 6 ]           |
| 別冊ザテレビジョン アニメザテレビジョン vol.1 （2012年10月10日発売）    | 佐倉杏子 鹿目まどか 美樹さやか 暁美ほむら 巴マミ                                                  | 劇場版 魔法少女まどか☆マギカ                                      | [ 注 7 ]           |
| ザテレビジョン 「劇場版 アイカツ!」特大号 （2014年11月14日発売）        | 星宮いちご 大空あかり 神崎美月                                                                    | 劇場版 アイカツ!                                                  |                    |
| アニメザテレビジョン （2014年7月31日発売）                              | セバスチャン・ミカエリス シエル・ファントムハイヴ                                                 | 黒執事 Book of Circus                                             |                    |
| ザテレビジョン 映画「妖怪ウォッチ」第2弾 総力特集 （2015年12月4日発売） | 未空イナホ コマじろう コマさん ウィスパー 天野景太 USAピョン ジバニャン                           | 映画 妖怪ウォッチ エンマ大王と5つの物語だニャン!                  | [ 注 8 ]           |
| 2017年6月30日号                                                         | リリー エクセリア                                                                                 | 白猫プロジェクト                                                  | [ 注 9 ] [ 注 10 ] |
| 2017年6月30日号                                                         | アイラ セラータ                                                                                   | 白猫テニス                                                        | [ 注 9 ] [ 注 10 ] |
| 2017年6月30日号                                                         | リルム ガトリン                                                                                   | クイズRPG 魔法使いと黒猫のウィズ                                  | [ 注 9 ] [ 注 10 ] |
| 2017年10月20日号                                                        | 松野おそ松 松野カラ松 松野チョロ松 松野一松 松野十四松 松野トド松                                 | おそ松さん                                                        | [ 注 9 ]           |
| 2021年9月24日号                                                         | IDOLiSH7                                                                                          | アイドリッシュセブン                                              | [ 注 9 ]           |
| 2021年11月5日号                                                         | アスナ                                                                                            | 劇場版 ソードアート・オンライン -プログレッシブ- 星なき夜のアリア | [ 注 9 ]           |
| 2022年7月15日号                                                         | 跡部景吾                                                                                          | 新テニスの王子様 U-17 WORLD CUP                                   | [ 注 9 ]           |
| 2022年10月14日号                                                        | デンジ パワー                                                                                     | チェンソーマン                                                    | [ 注 9 ]           |
| 2022年10月28日号                                                        | ラム                                                                                              | うる星やつら（2022年版）                                          | [ 注 9 ]           |
| 2022年12月9日号                                                         | 黒崎一護 日番谷冬獅郎                                                                             | BLEACH                                                            | [ 注 9 ]           |
| 2023年1月6日増刊号                                                      | 七瀬陸 九条天 百 亥清悠                                                                           | アイドリッシュセブン                                              | [ 注 9 ]           |
| 2023年1月13日号                                                         | 花垣武道 佐野万次郎 龍宮寺堅 松野千冬                                                             | 東京リベンジャーズ                                                | [ 注 9 ]           |

実写・特撮キャラクター
| 号 | キャラクター名         | 出典                                        | 注釈      |
| --- | ---------------------- | ------------------------------------------- | --------- |
| 1983年5月13日号 | ゴジラ                 | ゴジラ                                      |           |
| 1983年6月17日号 | R2-D2 C-3PO            | スター・ウォーズ エピソード6/ジェダイの帰還 |           |
| 1983年9月2日号 | 月光仮面               | 月光仮面                                    |           |
| 1984年3月30日号 | ウルトラマンタロウ     | ウルトラマンタロウ                          | [ 注 12 ] |
| 1984年11月30日号 | ゴジラ                 | ゴジラ                                      | [ 注 13 ] |
| 1984年11月30日号 | モグワイ               | グレムリン                                  | [ 注 13 ] |
| 1990年3月30日号 | ロボコップ             | ロボコップ                                  |           |
| 1993年7月9日号 | レックス               | REX 恐竜物語                                | [ 注 14 ] |
| 別冊ザテレビジョン 特撮ザテレビジョン 『仮面ライダー×スーパー戦隊 スーパーヒーロー大戦』公式読本 （2012年4月13日発売） | 仮面ライダー1号        | 仮面ライダー                                | [ 注 15 ] |
| 別冊ザテレビジョン 特撮ザテレビジョン 『仮面ライダー×スーパー戦隊 スーパーヒーロー大戦』公式読本 （2012年4月13日発売） | 仮面ライダーディケイド | 仮面ライダーディケイド                      | [ 注 15 ] |
| 別冊ザテレビジョン 特撮ザテレビジョン 『仮面ライダー×スーパー戦隊 スーパーヒーロー大戦』公式読本 （2012年4月13日発売） | 仮面ライダーフォーゼ   | 仮面ライダーフォーゼ                        | [ 注 15 ] |
| 別冊ザテレビジョン 特撮ザテレビジョン 『仮面ライダー×スーパー戦隊 スーパーヒーロー大戦』公式読本 （2012年4月13日発売） | アカレンジャー         | 秘密戦隊ゴレンジャー                        | [ 注 15 ] |
| 別冊ザテレビジョン 特撮ザテレビジョン 『仮面ライダー×スーパー戦隊 スーパーヒーロー大戦』公式読本 （2012年4月13日発売） | ゴーカイレッド         | 海賊戦隊ゴーカイジャー                      | [ 注 15 ] |
| 別冊ザテレビジョン 特撮ザテレビジョン 『仮面ライダー×スーパー戦隊 スーパーヒーロー大戦』公式読本 （2012年4月13日発売） | レッドバスター         | 特命戦隊ゴーバスターズ                      | [ 注 15 ] |

バーチャルYouTuber
| 号              | キャラクター名 | 出典       | 注釈     |
| --------------- | -------------- | ---------- | -------- |
| 2022年4月22日号 | ROF-MAO        | にじさんじ | [ 注 9 ] |
| 2022年7月29日号 | 叶             | にじさんじ | [ 注 9 ] |

その他のキャラクター
| 号              | キャラクター名      | 出典       | 注釈      |
| --------------- | ------------------- | ---------- | --------- |
| 1983年9月30日号 | 村上ワタル ナンター | 少年ケニヤ |           |
| 2002年2月22日号 | サタッペ スマッペ   | サタ☆スマ  | [ 注 16 ] |

メインで掲載されたもの以外でも各種キャラクターが表紙に載ることがあり、中でも自社IPで、2000年代後半における角川書店の看板マスコットであったアニメキャラクターのケロロ軍曹は数回にわたって登場していた（2006年3月17日号、2008年1月14日号、2009年1月12日号（お正月超特大号）、2009年3月13日号など）。

### 節目の号に表紙を飾った人物
| 号数   | 日号            | 表紙                                                     | 作品・番組名       |
| ------ | --------------- | -------------------------------------------------------- | ------------------ |
| 創刊号 | 1982年10月1日号 | 薬師丸ひろ子                                             |                    |
| 500号  | 1992年7月3日号  | 浅野ゆう子                                               |                    |
| 1000号 | 2002年4月26日号 | 木村拓哉                                                 |                    |
| 1500号 | 2012年4月20日号 | 嵐                                                       |                    |
| 2000号 | 2022年5月6日号  | 相葉雅紀、風間俊介、佐藤勝利、藤井流星、岸優太、浮所飛貴 | VS魂グラデーション |

### その他の特色
テレビ情報誌における芸能人連載コラムの掲載第一号は同誌であった。初代である高見知佳著「ひとりごとハートヌード」（1984年4月6日号 - 7月13日号、全15回）以降、旬のタレントが連載を担った。1989年に同企画初の単行本として出版された南野陽子著「月夜のくしゃみ」（1989年1月3日号 - 7月14日号）は彼女の人気と相まって好セールスを記録した。
KADOKAWAグループの書籍ということもあり、『今日からマ王!』（NHK）は新聞を含む番組表全般で唯一本来の表記である“マ”に丸囲みの表記で書かれていた。他の番組表にみられる“マ”に丸囲みのない表記は一切無かった。
競合誌のTVガイドはテレビアニメカテゴリーのみで漢字にルビを振るのに対し、本誌はアニメと特撮などの児童向けドラマと子供番組を一括りにして「アニメ&ヒーロー」の番組カテゴリーとしてこの部分のみ漢字にルビを振っている。
2021年9月24日号は発売当初から書店やECサイトなどで完売が続出し、週刊テレビ誌としては異例とされる増刷が行われた。
CMのサウンドロゴは茂木由多加が作曲した。このサウンドロゴは、通信カラオケ・JOYSOUNDにて歌うことが可能だが、演奏時間が約6秒（曲に先立つカウント部を入れても約11秒）しかない。TBSテレビ『ラヴィット!』では、過去数回このカラオケを歌い採点機能で点数を競う「『ラヴィット!』カラオケ採点対決」が行われており、人気企画の一つとなっている。

## 月刊版
前身の『TV cosmos』（1987年10月創刊、全国版のみ）を経て、1995年3月に『月刊ザテレビジョン』として首都圏版と関西版の2版で創刊。その後中部版を皮切りに各地域版が順次創刊されている。
2014年10月号を以って富山・石川・福井版は休刊となった。更に2016年2月号を以って青森・岩手版、秋田・山形版、宮城・福島版、長野・新潟版、静岡版、熊本・長崎版、鹿児島・宮崎・大分版も休刊、広島・島根・鳥取版と岡山・香川・愛媛・高知版も休刊となり、広島・岡山・香川版に改編された。

### 表紙について
創刊号（1995年3月号）の表紙は鈴木杏樹、男性初の表紙は1996年4月号の中居正広（SMAP）である。週刊版と統合後、初の表紙は2023年5月号の木村拓哉である。
2015年3月号までの表紙登場回数（グループはメンバーのソロでの登場を含む）は、1位：SMAP（53回、うち木村拓哉が15回、中居正広が9回）、2位：嵐（33回）、3位：KinKi Kids（20回）、4位：TOKIO（12回）、浜崎あゆみ（12回）である。
アニメ・ゲームのキャラクターの表紙
| 号              | キャラクター名                                                                 | 出典                                                               | 注釈      |
| --------------- | ------------------------------------------------------------------------------ | ------------------------------------------------------------------ | --------- |
| 2021年12月号    | キリト                                                                         | 劇場版 ソードアート・オンライン -プログレッシブ- 星なき夜のアリア  | [ 注 9 ]  |
| 2023年7月号増刊 | IDOLiSH7                                                                       | アイドリッシュセブン                                               | [ 注 17 ] |
| 2025年10月号    | キュアアイドル キュアウインク キュアキュンキュン キュアズキューン キュアキッス | 映画キミとアイドルプリキュア♪ お待たせ!キミに届けるキラッキライブ! |           |

## 専門版
2001年6月23日に『BSザテレビジョン』として首都圏版と関西版が創刊。2002年5月号には「BS&CSザテレビジョン」に改題したが、2版体制から全国版のみに変更された。その後2006年5月に地上波番組表も加わり『月刊ザハイビジョン』として新創刊、再び全国版（首都圏版的位置付け）と関西版の2版体制になった。2008年9月には新たに中部版が創刊されている。
2012年7月24日発売号より『月刊大人ザテレビジョン』としてリニューアルした。CS番組表が掲載されない市販版と、CS番組表も掲載されるスカパー!定期購読版に分かれ、市販版は中部版が休刊となり全国版と関西版の2版体制に戻った。
2013年6月24日発売号をもって市販版（全国版と関西版）が休刊となった。スカパー!定期購読版は発行継続となっており、スカパー!未加入者も角川オンラインショップで購入可能である。

## 地方版と対応地域

### 週刊ザテレビジョン
週刊版休刊後の年末年始特別号では、下記の地区割りが継承されている。

- 北海道・青森版（北海道、青森県）
- 秋田・岩手・山形版（秋田県、岩手県、山形県）
- 宮城・福島版（宮城県、福島県）
- 長野・新潟版（長野県、新潟県）
- 首都圏版（東京都、群馬県、栃木県、茨城県、埼玉県、千葉県、神奈川県、山梨県[注 20]）
- 富山・石川・福井版（富山県、石川県、福井県）
- 静岡版（静岡県[注 21]）
- 中部版（愛知県、岐阜県、三重県）
- 関西版[注 22]（大阪府、滋賀県、京都府、兵庫県、奈良県、和歌山県、徳島県）
- 岡山・四国版[注 23]（岡山県、香川県、徳島県、愛媛県、高知県）
- 広島・山口（東）[注 24]・島根・鳥取版（広島県、山口県、島根県、鳥取県）
- 福岡・佐賀・山口（西）[注 24]版（福岡県、佐賀県、山口県）
- 鹿児島・宮崎・大分版（鹿児島県、宮崎県、大分県）[注 25]
- 熊本・長崎・沖縄版（熊本県、長崎県、沖縄県）

### 月刊ザテレビジョン
2016年3月号以降、全国6版（テレビ東京系列局を掲載する地方版）の発行となっている。2023年3月の週刊版休刊後も変更されていない。
現行
- 北海道版（北海道）
- 首都圏版（東京都、群馬・栃木・茨城・埼玉・千葉・神奈川県）
- 中部版（愛知・岐阜・三重県）
- 関西版（大阪府・京都・滋賀・兵庫・奈良・和歌山県）
- 広島・岡山・香川版（広島・岡山・香川県）※2016年3月号より創刊。
- 福岡・佐賀版（福岡・佐賀県）

休刊
- 青森・岩手版（青森・岩手県）※2016年2月号を以って休刊。
- 秋田・山形版（秋田・山形県）※2016年2月号を以って休刊。
- 宮城・福島版（宮城・福島県）※2016年2月号を以って休刊。
- 長野・新潟版（新潟・長野県）※2016年2月号を以って休刊。
- 富山・石川・福井版（富山・石川・福井県）※2014年10月号を以って休刊。
- 静岡版（静岡県）※2016年2月号を以って休刊。
- 岡山・香川・愛媛・高知版（岡山・香川・愛媛・高知県）※2016年2月号を以って休刊。
- 広島・島根・鳥取版（広島・鳥取・島根県）※2016年2月号を以って休刊。
- 長崎・熊本版（長崎・熊本県）※2016年2月号を以って休刊。
- 鹿児島・宮崎・大分版（鹿児島・宮崎・大分県）※2016年2月号を以って休刊。

### スカパー!ザテレビジョン 月刊大人ザテレビジョン
- 全国版 - CS（スカパー!）、BS（WOWOW含む）、地上波（東京キー局）の番組表を掲載。現在[いつ?]はスカパー!契約者および角川オンラインショップのみ販売。

## 株式会社ザテレビジョン
1982年、角川書店が、東京ニュース通信社の『週刊TVガイド』編集スタッフを引き抜いて、角川書店の編集業務会社として株式会社ザテレビジョンを設立。同年9月22日に『ザテレビジョン』を創刊し、同誌や『TV cosmos』の編集と発行した。1992年10月に、ザテレビジョン社の社長だった角川歴彦が独立したため、1993年3月に、角川書店へ吸収合併され、同社の雑誌事業部となった。
編集業務は、2010年に当時の角川マガジンズ傘下だったムービータイム（現・角川アップリンク）に移管されており、2023年現在も同社の沖縄オフィス内にある「ザテレビジョン情報部」が編集を担当している。

## 派生誌・レーベル

### ザテレビジョン文庫
1999年から2003年ごろまで、角川文庫の派生レーベル「ザテレビジョン文庫」として、テレビ番組や芸能に関する書籍が出版されていた。

### ニッセイ版 ザテレビジョン
1983年3月創刊。週刊版のカスタム誌で、主に日本生命保険のセールスレディを通じて配布される。2023年現在は本誌と同様に角川アップリンクが編集を担当している。

### その他
- グラビアザテレビジョン